# Bjarki Steinn Bjarkason
Bjarki Steinn Bjarkason (Reykjavik, 11 de mayo del 2000) es un futbolista islandés que juega de centrocampista en el Venezia F. C. de la Serie B.
Es hijo del exjugador de balonmano Bjarki Sigurðsson.

## Trayectoria
Bjarkason comenzó su carrera deportiva en 2017 en el Ungmennafélagið Afturelding, y en 2018 fichó por el ÍA Akraness.
En 2020 dio el salto al fútbol italiano tras fichar por el Venezia F. C. Con este equipo logró el ascenso a la Serie A, categoría en la que jugó media temporada antes de ser cedido en enero de 2022 a la U. S. Catanzaro 1929.

## Selección nacional
Bjarkason ha sido internacional sub-16, sub-18, sub-19 y sub-21 con la selección de fútbol de Islandia.

## Clubes
| Club                          | País     | Año       |
| ----------------------------- | -------- | --------- |
| Ungmennafélagið Afturelding   | Islandia | 2017      |
| ÍA Akraness                   | Islandia | 2018-2020 |
| Venezia F. C.                 | Italia   | 2020-act. |
| U. S. Catanzaro 1929 (cedido) | Italia   | 2022      |